# Gran Premio di superbike di Monza 2007
Il Gran Premio di superbike di Monza 2007 è stato la sesta prova su tredici del campionato mondiale Superbike 2007, disputato il 13 maggio sull'Autodromo nazionale di Monza, in gara 1 ha visto la vittoria di Noriyuki Haga davanti a Troy Bayliss e Max Biaggi, lo stesso pilota si è ripetuto anche in gara 2, davanti a James Toseland e Troy Bayliss.
La vittoria nella gara valevole per il campionato mondiale Supersport 2007 è stata ottenuta da Kenan Sofuoğlu, mentre la gara della Superstock 1000 FIM Cup viene vinta da Matteo Baiocco e quella del campionato Europeo della classe Superstock 600 da Michele Magnoni.

## Risultati

### Gara 1

#### Arrivati al traguardo[6]
| Pos. | Nº  | Pilota            | Squadra                     | Motocicletta        | Giri | Tempo     | Griglia | Punti |
| ---- | --- | ----------------- | --------------------------- | ------------------- | ---- | --------- | ------- | ----- |
| 1º   | 41  | Noriyuki Haga     | Yamaha Motor Italia         | Yamaha YZF-R1       | 18   | 32:04.428 | 1º      | 25    |
| 2º   | 21  | Troy Bayliss      | Ducati Xerox                | Ducati 999 F07      | 18   | +0:08.403 | 2º      | 20    |
| 3º   | 3   | Max Biaggi        | Alstare Suzuki Corona Extra | Suzuki GSX-R1000 K7 | 18   | +0:09.703 | 3º      | 16    |
| 4º   | 52  | James Toseland    | Hannspree Ten Kate Honda    | Honda CBR1000RR     | 18   | +0:13.587 | 5º      | 13    |
| 5º   | 11  | Troy Corser       | Yamaha Motor Italia         | Yamaha YZF-R1       | 18   | +0:14.898 | 4º      | 11    |
| 6º   | 71  | Yukio Kagayama    | Alstare Suzuki Corona Extra | Suzuki GSX-R1000 K7 | 18   | +0:14.954 | 8º      | 10    |
| 7º   | 57  | Lorenzo Lanzi     | Ducati Xerox                | Ducati 999 F07      | 18   | +0:19.517 | 12º     | 9     |
| 8º   | 84  | Michel Fabrizio   | D.F.X. Corse                | Honda CBR1000RR     | 18   | +0:24.120 | 9º      | 8     |
| 9º   | 31  | Karl Muggeridge   | Alto Evolution Honda        | Honda CBR1000RR     | 18   | +0:24.682 | 6º      | 7     |
| 10º  | 76  | Max Neukirchner   | Suzuki Germany              | Suzuki GSX-R1000 K6 | 18   | +0:29.197 | 14º     | 6     |
| 11º  | 25  | Joshua Brookes    | Alto Evolution Honda        | Honda CBR1000RR     | 18   | +0:32.654 | 11º     | 5     |
| 12º  | 111 | Rubén Xaus        | Team Sterilgarda            | Ducati 999 F06      | 18   | +0:34.054 | 15º     | 4     |
| 13º  | 20  | Marco Borciani    | Team Sterilgarda            | Ducati 999 F06      | 18   | +0:37.386 | 16º     | 3     |
| 14º  | 53  | Alessandro Polita | Celani Team Suzuki Italia   | Suzuki GSX-R1000 K6 | 18   | +0:37.704 | 21º     | 2     |
| 15º  | 96  | Jakub Smrž        | Caracchi Ducati SC          | Ducati 999 F05      | 18   | +0:41.377 | 17º     | 1     |
| 16º  | 99  | Steve Martin      | D.F.X. Corse                | Honda CBR1000RR     | 18   | +0:42.730 | 18º     |       |
| 17º  | 92  | Mauro Sanchini    | Kawasaki PSG-1 Corse        | Kawasaki ZX-10R     | 18   | +0:59.096 | 19º     |       |

#### Ritirati
| Nº | Pilota           | Squadra                   | Motocicletta    | Giri | Griglia |
| -- | ---------------- | ------------------------- | --------------- | ---- | ------- |
| 44 | Roberto Rolfo    | Hannspree Ten Kate Honda  | Honda CBR1000RR | 17   | 10º     |
| 55 | Régis Laconi     | Kawasaki PSG-1 Corse      | Kawasaki ZX-10R | 15   | 7º      |
| 22 | Luca Morelli     | Team Pedercini            | Ducati 999RS    | 12   | 23º     |
| 40 | Robertino Pietri | Team Giesse               | Yamaha YZF-R1   | 12   | 24º     |
| 85 | Marek Svoboda    | Yamaha Jr. Pro SBK Racing | Yamaha YZF-R1   | 11   | 25º     |
| 42 | Dean Ellison     | Team Pedercini            | Ducati 999RS    | 8    | 22º     |
| 10 | Fonsi Nieto      | Kawasaki PSG-1 Corse      | Kawasaki ZX-10R | 7    | 13º     |

### Gara 2

#### Arrivati al traguardo[7]
| Pos. | Nº  | Pilota           | Squadra                     | Motocicletta        | Giri | Tempo     | Griglia | Punti |
| ---- | --- | ---------------- | --------------------------- | ------------------- | ---- | --------- | ------- | ----- |
| 1º   | 41  | Noriyuki Haga    | Yamaha Motor Italia         | Yamaha YZF-R1       | 18   | 32:05.318 | 1º      | 25    |
| 2º   | 52  | James Toseland   | Hannspree Ten Kate Honda    | Honda CBR1000RR     | 18   | +0:02.691 | 5º      | 20    |
| 3º   | 21  | Troy Bayliss     | Ducati Xerox                | Ducati 999 F07      | 18   | +0:02.841 | 2º      | 16    |
| 4º   | 44  | Roberto Rolfo    | Hannspree Ten Kate Honda    | Honda CBR1000RR     | 18   | +0:03.188 | 10º     | 13    |
| 5º   | 3   | Max Biaggi       | Alstare Suzuki Corona Extra | Suzuki GSX-R1000 K7 | 18   | +0:03.551 | 3º      | 11    |
| 6º   | 11  | Troy Corser      | Yamaha Motor Italia         | Yamaha YZF-R1       | 18   | +0:13.034 | 4º      | 10    |
| 7º   | 71  | Yukio Kagayama   | Alstare Suzuki Corona Extra | Suzuki GSX-R1000 K7 | 18   | +0:17.246 | 8º      | 9     |
| 8º   | 55  | Régis Laconi     | Kawasaki PSG-1 Corse        | Kawasaki ZX-10R     | 18   | +0:18.410 | 7º      | 8     |
| 9º   | 31  | Karl Muggeridge  | Alto Evolution Honda        | Honda CBR1000RR     | 18   | +0:29.017 | 6º      | 7     |
| 10º  | 96  | Jakub Smrž       | Caracchi Ducati SC          | Ducati 999 F05      | 18   | +0:29.686 | 17º     | 6     |
| 11º  | 84  | Michel Fabrizio  | D.F.X. Corse                | Honda CBR1000RR     | 18   | +0:30.371 | 9º      | 5     |
| 12º  | 76  | Max Neukirchner  | Suzuki Germany              | Suzuki GSX-R1000 K6 | 18   | +0:31.982 | 14º     | 4     |
| 13º  | 111 | Rubén Xaus       | Team Sterilgarda            | Ducati 999 F06      | 18   | +0:32.165 | 15º     | 3     |
| 14º  | 40  | Robertino Pietri | Team Giesse                 | Yamaha YZF-R1       | 18   | +1:32.292 | 24º     | 2     |
| 15º  | 42  | Dean Ellison     | Team Pedercini              | Ducati 999RS        | 18   | +1:41.840 | 22º     | 1     |

#### Ritirati
| Nº | Pilota            | Squadra                   | Motocicletta        | Giri | Griglia |
| -- | ----------------- | ------------------------- | ------------------- | ---- | ------- |
| 20 | Marco Borciani    | Team Sterilgarda          | Ducati 999 F06      | 15   | 16º     |
| 99 | Steve Martin      | D.F.X. Corse              | Honda CBR1000RR     | 11   | 18º     |
| 25 | Joshua Brookes    | Alto Evolution Honda      | Honda CBR1000RR     | 9    | 11º     |
| 92 | Mauro Sanchini    | Kawasaki PSG-1 Corse      | Kawasaki ZX-10R     | 7    | 19º     |
| 53 | Alessandro Polita | Celani Team Suzuki Italia | Suzuki GSX-R1000 K6 | 5    | 21º     |
| 85 | Marek Svoboda     | Yamaha Jr. Pro SBK Racing | Yamaha YZF-R1       | 1    | 25º     |
| 10 | Fonsi Nieto       | Kawasaki PSG-1 Corse      | Kawasaki ZX-10R     | 1    | 13º     |
| 57 | Lorenzo Lanzi     | Ducati Xerox              | Ducati 999 F07      | 0    | 12º     |

### Supersport

#### Arrivati al traguardo[3]
| Pos. | Nº  | Pilota             | Squadra                      | Motocicletta    | Giri | Tempo     | Griglia | Punti |
| ---- | --- | ------------------ | ---------------------------- | --------------- | ---- | --------- | ------- | ----- |
| 1º   | 54  | Kenan Sofuoğlu     | Hannspree Ten Kate Honda     | Honda CBR600RR  | 16   | 29'44.471 | 1º      | 25    |
| 2º   | 9   | Fabien Foret       | Gil Motor Sport              | Kawasaki ZX-6R  | 16   | +3.992    | 6º      | 20    |
| 3º   | 14  | Anthony West       | Yamaha World SSP Racing      | Yamaha YZF-R6   | 16   | +4.043    | 14º     | 16    |
| 4º   | 69  | Gianluca Nannelli  | Caracchi Ducati SC           | Ducati 749R     | 16   | +4.598    | 5º      | 13    |
| 5º   | 77  | Barry Veneman      | Pioneer Hoegee Suzuki Racing | Suzuki GSX-R600 | 16   | +8.348    | 7º      | 11    |
| 6º   | 21  | Katsuaki Fujiwara  | Althea Honda                 | Honda CBR600RR  | 16   | + 10.323  | 3º      | 10    |
| 7º   | 32  | Yoann Tiberio      | Stiggy Motorsport Honda      | Honda CBR600RR  | 16   | + 22.621  | 16º     | 9     |
| 8º   | 4   | Lorenzo Alfonsi    | Althea Honda                 | Honda CBR600RR  | 16   | + 25.613  | 21º     | 8     |
| 9º   | 44  | David Salom        | Yamaha Spain                 | Yamaha YZF-R6   | 16   | + 25.668  | 10º     | 7     |
| 10º  | 116 | Simone Sanna       | Racing Team Parkalgar        | Honda CBR600RR  | 16   | + 25.702  | 19º     | 6     |
| 11º  | 55  | Massimo Roccoli    | Yamaha Lorenzini by Leoni    | Yamaha YZF-R6   | 16   | + 25.857  | 8º      | 5     |
| 12º  | 7   | Pere Riba          | Gil Motor Sport              | Kawasaki ZX-6R  | 16   | + 26.562  | 13º     | 4     |
| 13º  | 31  | Vesa Kallio        | Pioneer Hoegee Suzuki Racing | Suzuki GSX-R600 | 16   | + 26.618  | 15º     | 3     |
| 14º  | 94  | David Checa        | Yamaha - GMT 94              | Yamaha YZF-R6   | 16   | + 31.074  | 20º     | 2     |
| 15º  | 26  | Joan Lascorz       | Glaner Motocard.com          | Honda CBR600RR  | 16   | + 33.737  | 12º     | 1     |
| 16º  | 60  | Vladimir Ivanov    | Vector Racing                | Yamaha YZF-R6   | 16   | + 34.450  | 31º     |       |
| 17º  | 194 | Sébastien Gimbert  | Yamaha - GMT 94              | Yamaha YZF-R6   | 16   | + 43.971  | 25º     |       |
| 18º  | 5   | Alessio Velini     | RG Team                      | Yamaha YZF-R6   | 16   | + 44.460  | 27º     |       |
| 19º  | 169 | Julien Enjolras    | Tati Team Beaujolais Racing  | Yamaha YZF-R6   | 16   | + 45.258  | 28º     |       |
| 20º  | 45  | Gianluca Vizziello | RG Team                      | Yamaha YZF-R6   | 16   | + 57.475  | 11º     |       |
| 21º  | 17  | Miguel Praia       | Racing Team Parkalgar        | Honda CBR600RR  | 16   | + 59.954  | 30º     |       |
| 22º  | 73  | Yves Polzer        | LBR Racing                   | Ducati 749R     | 16   | +1'06.279 | 29º     |       |
| 23º  | 96  | Nikola Milovanovic | Benjan Motoren               | Honda CBR600RR  | 16   | +1'09.572 | 33º     |       |
| 24º  | 46  | Jesco Günther      | CRS Grand Prix               | Honda CBR600RR  | 16   | +1'09.656 | 34º     |       |
| 25º  | 39  | David Forner       | Yamaha Spain                 | Yamaha YZF-R6   | 16   | +1'36.351 | 35º     |       |

#### Ritirati
| Nº  | Pilota                | Squadra                   | Motocicletta   | Giri | Griglia |
| --- | --------------------- | ------------------------- | -------------- | ---- | ------- |
| 16  | Sébastien Charpentier | Hannspree Ten Kate Honda  | Honda CBR600RR | 13   | 2º      |
| 35  | Gilles Boccolini      | PMS Kawasaki Supported    | Kawasaki ZX-6R | 13   | 22º     |
| 38  | Grégory Leblanc       | Vazy Racing               | Honda CBR600RR | 13   | 32º     |
| 81  | Matthieu Lagrive      | Intermoto Czech           | Honda CBR600RR | 10   | 18º     |
| 18  | Craig Jones           | Revè Ekerold Honda Racing | Honda CBR600RR | 9    | 17º     |
| 12  | Javier Forés          | HP Racing                 | Honda CBR600RR | 8    | 23º     |
| 8   | Chris Peris           | Yamaha-Moto 1             | Yamaha YZF-R6  | 5    | 24º     |
| 23  | Broc Parkes           | Yamaha World SSP Racing   | Yamaha YZF-R6  | 4    | 4º      |
| 127 | Robbin Harms          | Stiggy Motorsport Honda   | Honda CBR600RR | 3    | 9º      |

### Superstock 1000

#### Arrivati al traguardo
| Pos. | Nº  | Pilota               | Squadra                     | Motocicletta        | Giri | Tempo     | Griglia | Punti |
| ---- | --- | -------------------- | --------------------------- | ------------------- | ---- | --------- | ------- | ----- |
| 1º   | 15  | Matteo Baiocco       | Umbria Bike                 | Yamaha YZF-R1       | 11   | 20'19.109 | 4º      | 25    |
| 2º   | 3   | Mark Aitchison       | Celani Team Suzuki Italia   | Suzuki GSX-R1000 K6 | 11   | +0.004    | 7º      | 20    |
| 3º   | 57  | Ilario Dionisi       | Cruciani Moto Suzuki Italia | Suzuki GSX-R1000 K7 | 11   | +0.136    | 6º      | 16    |
| 4º   | 83  | Didier Van Keymeulen | TTSL-MGM Racing             | Yamaha YZF-R1       | 11   | +0.510    | 5º      | 13    |
| 5º   | 19  | Xavier Siméon        | Alstare Suzuki Corona Extra | Suzuki GSX-R1000 K6 | 11   | +5.949    | 8º      | 11    |
| 6º   | 24  | Marko Jerman         | DBR Racing                  | Yamaha YZF-R1       | 11   | +7.712    | 13º     | 10    |
| 7º   | 32  | Sheridan Morais      | Team Pedercini              | Ducati 1098S        | 11   | +8.132    | 10º     | 9     |
| 8º   | 44  | René Mähr            | Vd Heyden Motors Yamaha     | Yamaha YZF-R1       | 11   | +14.693   | 16º     | 8     |
| 9º   | 99  | Danilo Dell'Omo      | UnionBike Gimotorsport      | MV Agusta F4 312 R  | 11   | +14.743   | 3º      | 7     |
| 10º  | 59  | Niccolò Canepa       | Ducati Xerox Junior         | Ducati 1098S        | 11   | +15.193   | 12º     | 6     |
| 11º  | 56  | Daniel Sutter        | Peko Racing                 | Yamaha YZF-R1       | 11   | +20.413   | 26º     | 5     |
| 12º  | 49  | Arne Tode            | Racing Dirk Van Mol         | Honda CBR1000RR     | 11   | +20.731   | 9º      | 4     |
| 13º  | 23  | Cedric Tangre        | DBR Racing                  | Yamaha YZF-R1       | 11   | +21.135   | 21º     | 3     |
| 14º  | 33  | Marko Rohtlaan       | Azione Corse                | Honda CBR1000RR     | 11   | +21.565   | 27º     | 2     |
| 15º  | 155 | Brendan Roberts      | Ducati Xerox Junior         | Ducati 1098S        | 11   | +21.794   | 18º     | 1     |
| 16º  | 10  | Franck Millet        | Biassono UnionBike          | MV Agusta F4 312 R  | 11   | +24.526   | 23º     |       |
| 17º  | 96  | Matěj Smrž           | MS Racing                   | Honda CBR1000RR     | 11   | +24.536   | 17º     |       |
| 18º  | 14  | Lorenzo Baroni       | Team Sterilgarda            | Ducati 1098S        | 11   | +28.214   | 14º     |       |
| 19º  | 77  | Barry Burrell        | MS Racing                   | Honda CBR1000RR     | 11   | +29.027   | 25º     |       |
| 20º  | 88  | Timo Gieseler        | MGM Racing Performance      | Yamaha YZF-R1       | 11   | +38.703   | 29º     |       |
| 21º  | 16  | Raymond Schouten     | Vd Heyden Motors Yamaha     | Yamaha YZF-R1       | 11   | +38.731   | 24º     |       |
| 22º  | 75  | Luka Nedog           | Ducati SC Caracchi          | Ducati 1098S        | 11   | +38.880   | 33º     |       |
| 23º  | 53  | Tommaso Lorenzetti   | PMS Kawasaki Supported      | Kawasaki ZX-10R     | 11   | +40.658   | 31º     |       |
| 24º  | 28  | Nicky Moore          | Team Pedercini              | Ducati 1098S        | 11   | +41.253   | 28º     |       |
| 25º  | 34  | Balázs Németh        | Full-Gas Racing             | Suzuki GSX-R1000 K6 | 11   | +41.283   | 32º     |       |
| 26º  | 18  | Matt Bond            | Mist Suzuki                 | Suzuki GSX-R1000 K6 | 11   | +1'02.952 | 38º     |       |
| 27º  | 13  | Viktor Kispataki     | Full-Gas Racing             | Suzuki GSX-R1000 K6 | 11   | +1'05.138 | 37º     |       |
| 28º  | 29  | Niccolò Rosso        | Team Sterilgarda            | Ducati 1098S        | 11   | +1'05.241 | 39º     |       |
| 29º  | 37  | Raffaele Filice      | Celani Team Suzuki Italia   | Suzuki GSX-R1000 K6 | 11   | +1'22.956 | 40º     |       |

#### Ritirati
| Nº | Pilota             | Squadra                | Motocicletta       | Giri | Griglia |
| -- | ------------------ | ---------------------- | ------------------ | ---- | ------- |
| 55 | Olivier Depoorter  | Zone Rouge             | Yamaha YZF-R1      | 10   | 22º     |
| 42 | Leonardo Biliotti  | Revolution - UnionBike | MV Agusta F4 312 R | 10   | 15º     |
| 25 | Dario Giuseppetti  | MGM Racing Performance | Yamaha YZF-R1      | 10   | 19º     |
| 51 | Michele Pirro      | Yamaha Team Italia     | Yamaha YZF-R1      | 9    | 1º      |
| 86 | Ayrton Badovini    | Biassono UnionBike     | MV Agusta F4 312 R | 6    | 11º     |
| 66 | Luca Verdini       | RCGM Team              | Yamaha YZF-R1      | 6    | 20º     |
| 71 | Claudio Corti      | Yamaha Team Italia     | Yamaha YZF-R1      | 3    | 2º      |
| 58 | Robert Gianfardoni | RG Team                | Yamaha YZF-R1      | 1    | 35º     |
| 5  | Bram Appelo        | EAB Ten Kate Honda     | Honda CBR1000RR    | 1    | 36º     |
| 21 | Wim van den Broeck | Zone Rouge             | Yamaha YZF-R1      | 1    | 34º     |

### Superstock 600

#### Arrivati al traguardo
| Pos. | Nº  | Pilota               | Squadra                | Motocicletta    | Giri | Tempo     | Griglia | Punti |
| ---- | --- | -------------------- | ---------------------- | --------------- | ---- | --------- | ------- | ----- |
| 1º   | 119 | Michele Magnoni      | Bevilacqua Corse       | Yamaha YZF-R6   | 8    | 15'28.902 | 1º      | 25    |
| 2º   | 199 | Gregg Black          | Capaul Black Racing    | Yamaha YZF-R6   | 8    | +0.079    | 2º      | 20    |
| 3º   | 29  | Marco Bussolotti     | MRC Team               | Yamaha YZF-R6   | 8    | +0.232    | 4º      | 16    |
| 4º   | 20  | Sylvain Barrier      | Coutelle Junior        | Yamaha YZF-R6   | 8    | +0.426    | 5º      | 13    |
| 5º   | 89  | Domenico Colucci     | Ducati Xerox Junior    | Ducati 749R     | 8    | +0.493    | 10º     | 11    |
| 6º   | 21  | Maxime Berger        | Team Trasimeno         | Yamaha YZF-R6   | 8    | +0.632    | 3º      | 10    |
| 7º   | 8   | Andrea Antonelli     | Italia Megabike AX 52  | Honda CBR600RR  | 8    | +1.220    | 6º      | 9     |
| 8º   | 75  | Dennis Sigloch       | Peko Racing            | Yamaha YZF-R6   | 8    | +1.483    | 17º     | 8     |
| 9º   | 99  | Roy Ten Napel        | MQP Racing             | Yamaha YZF-R6   | 8    | +5.284    | 9º      | 7     |
| 10º  | 4   | Mathieu Gines        | Yamaha-Moto 1          | Yamaha YZF-R6   | 8    | +5.396    | 7º      | 6     |
| 11º  | 30  | Michaël Savary       | Millet Yamaha          | Yamaha YZF-R6   | 8    | +10.013   | 14º     | 5     |
| 12º  | 7   | Renato Costantini    | Italia Megabike AX 52  | Honda CBR600RR  | 8    | +15.779   | 18º     | 4     |
| 13º  | 57  | Kenny Tirsgaard      | TKR Suzuki Switzerland | Suzuki GSX-600R | 8    | +19.736   | 13º     | 3     |
| 14º  | 44  | Gino Rea             | Beowulf Racing.com     | Suzuki GSX-600R | 8    | +19.934   | 23º     | 2     |
| 15º  | 112 | Josep Pedró Subirats | Yamaha Spain           | Yamaha YZF-R6   | 8    | +19.999   | 22º     | 1     |
| 16º  | 41  | Gregory Junod        | O SIX                  | Kawasaki ZX-6RR | 8    | +21.354   | 27º     |       |
| 17º  | 81  | Patrik Vostarek      | Intermoto Czech Klaffi | Honda CBR600RR  | 8    | +25.394   | 12º     |       |
| 18º  | 27  | Chris Leeson         | Mist Suzuki            | Suzuki GSX-600R | 8    | +25.571   | 19º     |       |
| 19º  | 47  | Eddi La Marra        | Team Lorini            | Honda CBR600RR  | 8    | +25.632   | 16º     |       |
| 20º  | 31  | Giuseppe Barone      | Rumi Azione Corse      | Honda CBR600RR  | 8    | +26.747   | 24º     |       |
| 21º  | 55  | Vincent Lonbois      | MTM Racing             | Suzuki GSX-600R | 8    | +27.177   | 28º     |       |
| 22º  | 48  | Vladimir Leonov      | Vector Racing Yamaha   | Yamaha YZF-R6   | 8    | +32.780   | 29º     |       |
| 23º  | 28  | Yannick Guerra       | Holiday Gym SBK        | Yamaha YZF-R6   | 8    | +34.056   | 25º     |       |
| 24º  | 66  | Branko Srdanov       | MQP Racing             | Yamaha YZF-R6   | 8    | +37.436   | 30º     |       |
| 25º  | 35  | Radostin Todorov     | Team Bulgaria          | Yamaha YZF-R6   | 8    | +50.839   | 32º     |       |
| 26º  | 10  | Leon Hunt            | CRS Grand Prix         | Honda CBR600RR  | 8    | +51.281   | 31º     |       |

#### Ritirati
| Nº  | Pilota          | Squadra                       | Motocicletta    | Giri | Griglia |
| --- | --------------- | ----------------------------- | --------------- | ---- | ------- |
| 43  | Daniele Rossi   | Rumi Azione Corse             | Honda CBR600RR  | 7    | 20º     |
| 111 | Michal Sembera  | EAB Ten Kate Honda            | Honda CBR600RR  | 7    | 21º     |
| 114 | Nicolas Pirot   | Zone Rouge                    | Yamaha YZF-R6   | 5    | 26º     |
| 24  | Daniele Beretta | Cruciani Moto Suzuki Italia   | Suzuki GSX-600R | 4    | 11º     |
| 32  | Danilo Petrucci | Imperiale Corse               | Yamaha YZF-R6   | 2    | 8º      |
| 22  | Gabriele Poma   | Team Trasimeno                | Yamaha YZF-R6   | 1    | 15º     |
| 25  | Ryan Taylor     | Lightspeed-Kawasaki Supported | Kawasaki ZX-6RR | 0    | 33º     |